# 21e étape du Tour d'Espagne 2008

La vingt-et-unième et dernière étape du Tour d'Espagne 2008 s'est déroulée le dimanche 21 septembre 2008 entre San Sebastián de los Reyes et Madrid. Elle a été remportée au sprint par le Danois Matti Breschel (CSC Saxo Bank).

## Récit

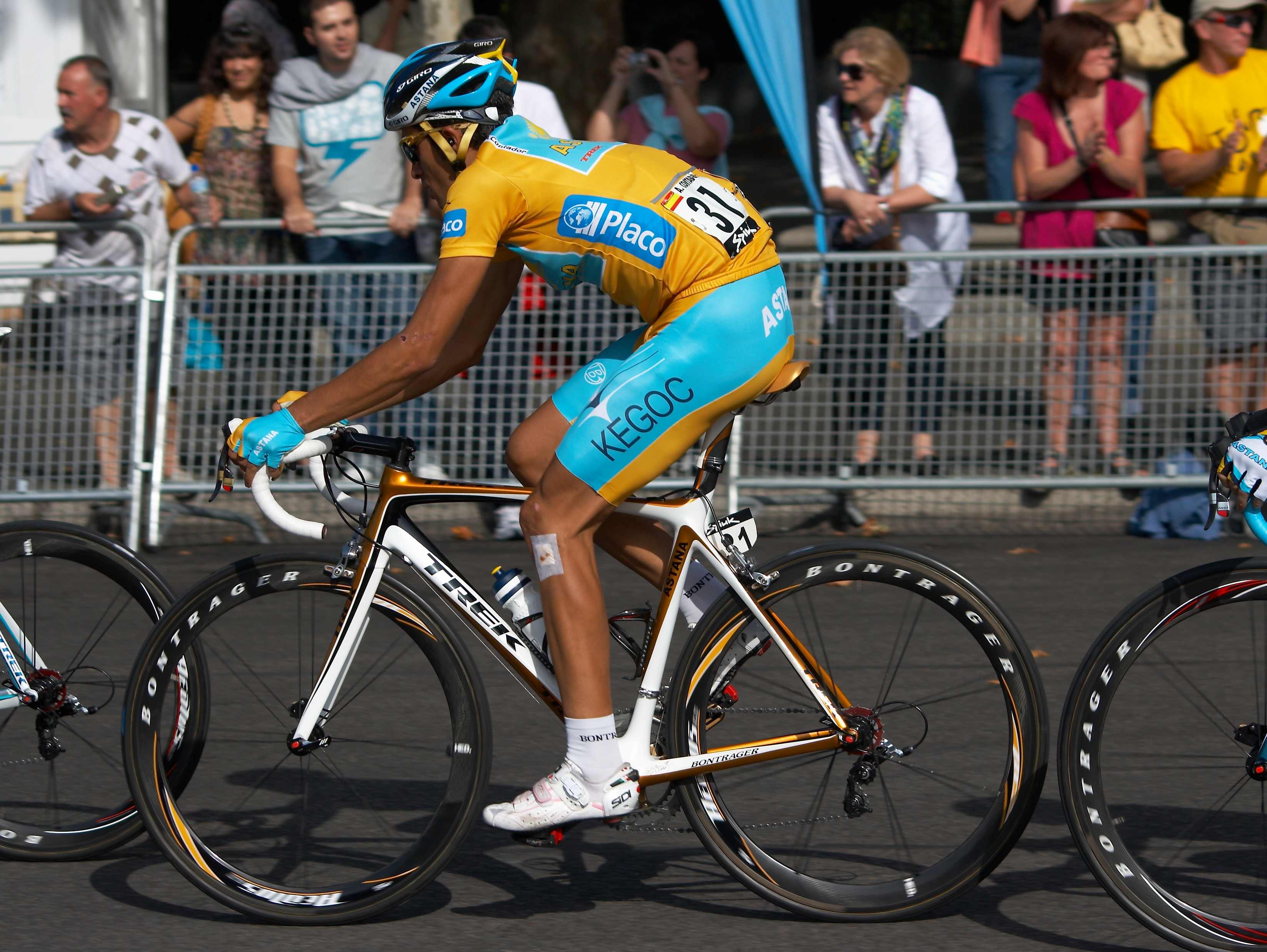
Alberto Contador portant le maillot or dans les rues de Madrid.

La première heure de course est calme, sans incident, à l'exception de la légère accèlération de Sebastian Schwager. L'équipe Astana du vainqueur Alberto Contador passe la ligne en premier, avant de laisser les premiers attaquants y aller de leur gré. C'est ainsi qu'une première échappée de la journée comprenant Manuel Ortega et Serafín Martínez se forme. Elle est cependant rapidement reprise par un peloton bien décidé à ne laisser que des miettes aux « baroudeurs ». Emanuele Bindi, Valerio Agnoli, et Jesús Rosendo s'échappent ensuite, leur avance n'allant pas compter plus d'une trentaine de secondes.
Dans les derniers kilomètres, une chute provoque des cassures dans le peloton. Des coureurs comme David Herrero, Ivan Santaromita, ou Olivier Kaisen étaient notamment touchés.
Le sprint est lui lancé. Greg Van Avermaet et Davide Viganò se retrouvent devant trop tôt, ce qui profite au Danois, Matti Breschel, résistant au retour d'Alexandre Usov. Dans une cassure pointée à une quinzaine de secondes (les écarts sont cependant bloqués en raison de la chute), Alberto Contador lève les bras et ses trois doigts, signifiant les Tour de France (2007), Tour d'Italie et Tour d'Espagne (2008) qu'il a remporté. Il est le cinquième coureur à remporter les trois grands tours, après Jacques Anquetil, Felice Gimondi, Eddy Merckx et Bernard Hinault.

## Classement de l'étape
| \| 1. Matti Breschel \| CSC Saxo Bank \| en \| 2 h 44 min 39 s \| \| 2. Alexandre Usov \| AG2R La Mondiale \| \| m.t. \| \| 3. Davide Viganò \| Quick Step \| \| m.t. \| \| 4. Koldo Fernández \| Euskaltel-Euskadi \| \| m.t. \| \| 5. Greg Van Avermaet \| Silence-Lotto \| \| m.t. \| \| 6. Mauro Santambrogio \| Lampre \| \| m.t. \| \| 7. Sebastian Lang \| Gerolsteiner \| \| m.t. \| \| 8. Sébastien Hinault \| Crédit agricole \| \| m.t. \| \| 9. Lloyd Mondory \| AG2R La Mondiale \| \| m.t. \| \| 10. Xavier Florencio \| Bouygues Telecom \| \| m.t. \| |                   |    |                 |
| 1. Matti Breschel | CSC Saxo Bank     | en | 2 h 44 min 39 s |
| 2. Alexandre Usov | AG2R La Mondiale  |    | m.t.            |
| 3. Davide Viganò | Quick Step        |    | m.t.            |
| 4. Koldo Fernández | Euskaltel-Euskadi |    | m.t.            |
| 5. Greg Van Avermaet | Silence-Lotto     |    | m.t.            |
| 6. Mauro Santambrogio | Lampre            |    | m.t.            |
| 7. Sebastian Lang | Gerolsteiner      |    | m.t.            |
| 8. Sébastien Hinault | Crédit agricole   |    | m.t.            |
| 9. Lloyd Mondory | AG2R La Mondiale  |    | m.t.            |
| 10. Xavier Florencio | Bouygues Telecom  |    | m.t.            |

## Classement général
| \| 1. \| \| Alberto Contador \| Astana \| en \| 80 h 40 min 08 s \| \| 2. \| \| Levi Leipheimer \| Astana \| + \| 46 s \| \| 3. \| \| Carlos Sastre \| Team CSC \| \| 4 min 12 s \| \| 4. \| \| Ezequiel Mosquera \| Xacobeo Galicia \| \| 5 min 19 s \| \| 5. \| \| Alejandro Valverde \| Caisse d'Épargne \| \| 6 min 00 s \| \| 6. \| \| Joaquim Rodríguez \| Caisse d'Épargne \| \| 6 min 50 s \| \| 7. \| \| Robert Gesink \| Rabobank \| \| 6 min 55 s \| \| 8. \| \| David Moncoutié \| Cofidis \| \| 10 min 10 s \| \| 9. \| \| Egoi Martínez \| Euskaltel-Euskadi \| \| 10 min 57 s \| \| 10. \| \| Marzio Bruseghin \| Lampre \| \| 11 min 56 s \| |  |                    |                   |    |                  |
| 1. |  | Alberto Contador   | Astana            | en | 80 h 40 min 08 s |
| 2. |  | Levi Leipheimer    | Astana            | +  | 46 s             |
| 3. |  | Carlos Sastre      | Team CSC          |    | 4 min 12 s       |
| 4. |  | Ezequiel Mosquera  | Xacobeo Galicia   |    | 5 min 19 s       |
| 5. |  | Alejandro Valverde | Caisse d'Épargne  |    | 6 min 00 s       |
| 6. |  | Joaquim Rodríguez  | Caisse d'Épargne  |    | 6 min 50 s       |
| 7. |  | Robert Gesink      | Rabobank          |    | 6 min 55 s       |
| 8. |  | David Moncoutié    | Cofidis           |    | 10 min 10 s      |
| 9. |  | Egoi Martínez      | Euskaltel-Euskadi |    | 10 min 57 s      |
| 10. |  | Marzio Bruseghin   | Lampre            |    | 11 min 56 s      |